# 海国四说
《海国四说》是清代文学家梁廷枏所撰，该书开阔国人视野，加深中国人对西方资本主义社会面貌的了解，改变清代时中国人的盲目自大。
《海国四说》由四个部分组成，包括《耶稣教难入中国说》、《粤道贡国说》、《兰伦偶说》和《合省国说》。